# Борисов, Михаил Фёдорович (генерал)
Михаил Фёдорович Бори́сов (21 ноября (4 декабря) 1901 года, дер. Фоминская, Лодейнопольский уезд, Олонецкая губерния — 15 сентября 1970 года, Москва) — советский военный деятель, генерал-майор (5 ноября 1944 года).

## Начальная биография
Михаил Фёдорович Борисов родился 21 ноября (4 декабря) 1901 года в деревне Фоминская Лодейнопольского уезда Олонецкой губернии.

## Военная служба

### Гражданская война
7 октября 1919 года призван в ряды РККА и направлен в лыжную разведроту Северного фронта, а в декабре переведён в рабочий батальон, дислоцированный в Петрограде. С марта 1920 года лечился в петроградском госпитале и по выздоровлении с апреля состоял в 5-й команде выздоравливающих в Детском Селе.
17 мая 1920 года назначен телефонистом в команду связи в составе 2-го Петроградского полка, несшего пограничную службу на эстонской и латышской границе в районе Чудского озера. В январе 1921 года направлен на учёбу на 58-е Запорожские курсы, в составе которых принимал участие в боевых действиях против вооружённых формирований под командованием Н. И. Махно в районе Павлограда и Запорожья.

### Межвоенное время
По окончании 58-х Запорожских курсов в апреле 1922 года для продолжения учёбы направлен на 51-е Харьковские командные курсы, вскоре преобразованные в 6-ю Харьковскую пехотную школу комсостава. Во время учёбы в октябре 1923 года назначен на должность командира взвода связи этой же школы.
После окончания учёбы в сентябре 1924 года М. Ф. Борисов направлен в 27-й Краснознаменный стрелковый полк (9-я Донская стрелковая дивизия, Северо-Кавказский военный округ), дислоцированный в Ростове-на-Дону, в составе которого служил на должностях командира стрелкового взвода, помощника начальника школы и физрука полка, командира и политрука роты.
В феврале 1931 года переведён в Ленинградскую школу переподготовки командиров взводов запаса им. В. И. Ленина, в которой служил на должностях преподавателя тактики и стрелкового дела, физрука школы и по совместительству — помощника начальника штаба стрелкового батальона. В феврале 1933 года направлен в 3-ю авиабригаду особого назначения, дислоцированную в городе Пушкин (Ленинградская область), где проходил службу помощником начальника и начальником оперативного отдела, начальником штаба и командиром учебного батальона.
В июне 1938 года назначен на должность начальника штаба 201-й воздушно-десантной бригады имени С. М. Кирова, дислоцированной в Пушкине, и вскоре принимал участие в боевых действиях в ходе советско-финской войны и похода Красной армии в Бессарабию.
В июле 1940 года М. Ф. Борисов назначен на должность начальника 1-го отделения 6-го отдела Управления боевой подготовки Красной армии, а в мае 1941 года — на должность начальника штаба 1-го воздушно-десантного корпуса (Киевский особый военный округ).

### Великая Отечественная война
С началом войны находился на прежней должности. 1-й воздушно-десантный корпус в составе 5-й армии (Юго-Западный фронт) принимал участие в ходе приграничного сражения и Киевской оборонительной операции. В ходе последней майор М. Ф. Борисов 24 сентября попал в окружение и в тот же день в районе села Оржица был тяжело ранен. 5 ноября вышел из окружения в районе города Старый Оскол, после чего направлен в штаб 40-й армии, где после окончания проверки в декабре 1941 года назначен на должность начальника штаба 9-го воздушно-десантного корпуса, формировавшегося в г. Энгельс (Приволжский военный округ) и затем в г. Киржач (Московский военный округ). В начале августа 1942 года на базе корпуса была сформирована 36-я гвардейская стрелковая дивизия, а полковник М. Ф. Борисов назначен заместителем командира этой же дивизии. В августе дивизия была передислоцирована юго-западнее Сталинграда, где в составе 57-й армии вела оборонительные боевые действия.
В ноябре 1942 года М. Ф. Борисов направлен на учёбу на ускоренный курс Высшей военной академии имени К. Е. Ворошилова, после окончания которого в марте 1943 года зачислен в распоряжение Военного совета ВДВ Красной армии и 15 апреля назначен на должность командира 1-й гвардейской воздушно-десантной бригады, дислоцированной в городе Тейково (Ивановская область).
В августе 1943 года переведён в штаб ВДВ Красной армии, где назначен старшим помощником начальника 1-го отдела, в марте 1944 года — заместителем начальника, а в июле — начальником этого же отдела. С декабря генерал-майор М. Ф. Борисов находился в распоряжении Главного управления кадров НКО и в феврале 1945 года направлен в распоряжение Военного совета 1-го Украинского фронта, где 30 марта назначен на должность командира 336-й стрелковой дивизии, которая принимала участие в боевых действиях в ходе Моравско-Остравской и Пражской наступательных операций.

### Послевоенная карьера
24 июля 1945 года назначен на должность командира 235-й стрелковой дивизии (43-я армия, Северная группа войск), которая в январе 1946 года была передислоцирована в Таврический военный округ и в июне преобразована в 7-ю отдельную стрелковую бригаду, а Борисов назначен её командиром, однако в июле был отозван в распоряжение Главного управления кадров НКО и затем назначен на должность старшего инспектора Инспекции воздушно-десантных войск Главной инспекции Сухопутных войск, а в апреле 1948 года — на должность начальника 1-го отдела Управления боевой подготовки ВДВ.
В марте 1950 года направлен на учёбу на курсы усовершенствования командиров стрелковых дивизий при Военной академии имени М. В. Фрунзе, после окончания которых в сентябре 1951 года назначен на должность начальника кафедры военных дисциплин военно-медицинского факультета Куйбышевского медицинского института.
С ноября 1955 года состоял в распоряжении Управления кадров Сухопутных войск и в январе 1956 года назначен на должность начальника военной кафедры Центрального государственного института физической культуры имени И. В. Сталина.
Генерал-майор Михаил Фёдорович Борисов 15 мая 1961 года вышел в запас. Умер 15 сентября 1970 года в Москве. Похоронен на Химкинском кладбище города.

## Награды
- Орден Ленина (21.02.1945);
- Четыре ордена Красного Знамени (05.11.1942, 02.12.1942, 03.03.1944, 15.11.1950);
- Орден Отечественной войны 1 степени (28.05.1945);
- Орден Красной Звезды (20.05.1940);
- Медали.

Почётные звания
- Мастер парашютного спорта СССР (1940)[1].

Иностранные награды
- Орден Полярной звезды (МНР; 1945);
- Медаль «30 лет Халхин-Гольской Победы» (МНР);
- Медаль «50 лет Монгольской Народной Армии» (МНР; 15.03.1971).